# Marten Baersma
Marten Baersma, pseudoniem van Meint Hylkes Bottema (Eastermar, 25 maart 1890 - Leeuwarden, 13 november 1918) was een Nederlandse schrijver, die in het Fries publiceerde.

## Achtergrond
Meint Hylkes Bottema, afkomstig uit een bakkersgezin, werd in 1890 in Oostermeer geboren, waar hij ook opgroeide. Hij bleek een natuurliefhebber te zijn en zwierf als kind veel rond in de omgeving van zijn dorp. Na de lagere school te hebben doorlopen werd hij timmermansknecht en werkte hij zich zelfstandig op tot bouwkundig tekenaar. Hoewel hij orthodox-protestants was opgevoed, ontwikkelde hij een zekere sympathie voor de christelijk-socialistische beweging. De Friese schrijver Douwe Kalma beschreef hem als "mild en vriendelijk, duidelijk en stil van karakter en diep-ernstig". In zichzelf gekeerd als hij was hield hij een dagboek bij en schreef hij vele brieven. Hij was bekend met het werk van Piter Jelles Troelstra en het Fries speelde een belangrijke rol in zijn leven.
Bottema bracht zijn militaire diensttijd door als ordonnans-fietser in Noord-Brabant, waar hij in verband met de mobilisatie vanwege de Eerste Wereldoorlog gelegerd was. In deze periode schreef hij een aantal verhalen en schetsen, die hij onder de schuilnaam Marten Baersma opstuurde naar Douwe Kalma, in die tijd een rijzende ster in de Friese literaire wereld. Kalma was onder de indruk van Bottema's werk en de twee mannen raakten met elkaar bevriend. In het najaar van 1915 richtten ze samen met E.B. Folkertsma en R.P. Sybesma de Jongfryske Mienskip op. Deze beweging bepleitte - net als de Tachtigers in het Nederlandse taalgebied - een meer esthetische en persoonlijke Friese literatuur.
Na zijn demobilisatie in 1917 werd Bottema benoemd tot bouwkundig opzichter in Leeuwarden. Een jaar later overleed hij, nog maar 28 jaar oud, in Leeuwarden aan de Spaanse griep.

## Werk
Bottema's bekendste werk is de tijdens zijn mobilisatietijd geschreven impressionistische novelle De jonge fan de Marsheide (1916). Het zou het enige boek zijn waarvan hij de publicatie nog zelf meemaakte. Twee andere verhalen van Bottema, Jelmers jonge libben en De jongste, verschenen pas in 1925 in De ljochte kimen, een door Kalma samengestelde en uitvoerig ingeleide verzamelbundel. Een groot deel van Bottema's nagelaten werk, waaronder brieven en dagboekfragmenten, zou van 1927 tot 1932 door Kalma onder de titel De jonge kimen II worden gepubliceerd in het tijdschrift Frisia, het orgaan van de Jongfryske Mienskip.
Al werd Bottema's werk aanvankelijk hoog geprezen, met name door Kalma, latere critici waren minder enthousiast. Jan Piebenga oordeelde in 1957: "Dit proza is open en bijna virginaal, maar toch beperkt, zwak, met wat teveel [sic] van de puberteitsstemming. Te weinig is in deze dromen van een goed mens iets van een grote, hevige strijd waar te nemen. Baersma zag slechts de harmonie in de natuur (...). Voor alle disharmonie en duivelsheid leek hij, die toch de oorlogsjaren en het wapengeweld van dichtbij had meegemaakt, blind te zijn.". Klaes Dykstra vond in 1977 het werk van Bottema "rijkelijk idyllisch en dikwijls dromerig-wereldvreemd" overkomen.
In 1990 werd De jonge fan de Marsheide opnieuw uitgebracht.

## Publicaties
- 1916: De jonge fan de Marsheide (novelle) (in 1990 opnieuw verschenen, ISBN 90-70098-30-X)
- 1925: De ljochte kimen (verzamelbundel, bezorgd en ingeleid door Douwe Kalma)
- 1927-1932: De ljochte kimen II (nagelaten werk, brieven en dagboekfragmenten, bezorgd door Douwe Kalma)

- Digitale Bibliotheek voor de Nederlandse Letteren: baer007
- Gemeinsame Normdatei: 115854636X
- International Standard Name Identifier: 0000 0003 9635 5377
- Nederlandse Thesaurus van Auteursnamen: 074127934
- Virtual International Authority File: 291332660
- WorldCat: E39PBJvxpGRgPM7DrBGdth34v3